# ABTS
ABTS ist die Abkürzung für die chemische Verbindung 2,2′-Azino-di(3-ethylbenzthiazolin-6-sulfonsäure), sie wird auch für deren Diammoniumsalz gebraucht.
Es handelt sich um einen speziellen Redoxindikator, der hauptsächlich zur Glucosebestimmung nach der GOD/POD-Methode verwendet wird. Die freie Säure, die zur Stoffklasse der 2,2′-Azine gehört, kann leicht homolytisch in semistabile Radikale gespalten werden.

## Verwendung

Strukturformel des ABTS-Anions

ABTS wird häufig bei biochemischen Untersuchungen eingesetzt, da das aus ABTS gebildete Radikal photometrisch leicht detektierbar ist. Deswegen kann es beispielsweise als Substrat für Enzyme verwendet werden, die am Metabolismus freier Radikale beteiligt sind. Auf diese Weise kann deren Kinetik untersucht werden. Hingegen wird beim so genannten TEAC-Test die antioxidative Wirksamkeit einer Probe mit Hilfe dieses Radikals quantifiziert.
Durch seine geringe Toxizität, hohe Temperaturstabilität und den hohen Extinktionskoeffizienten ist ABTS besonders für Hochdurchsatz-Screening-Systeme im Mikrotiterplattenformat geeignet.

## Nachweis
In oxidativem wässrigen Milieu bildet ABTS ein stabiles, grün gefärbtes Radikalkation, das bei 405–420 nm photometrisch gemessen werden kann.